# NAACP Image Awards
NAACP Image Awards é uma premiação concedida anualmente, desde 1970, pela Associação Nacional para o Progresso de Pessoas de Cor (NAACP) para os afro-americanos mais influentes do cinema, televisão e música do ano. Atualmente existem trinta e cinco categorias.
A NAACP é uma das mais antigas e mais influentes instituições a favor dos direitos civis de uma minoria nos Estados Unidos da América.[carece de fontes?]

## Categorias

### Cinema
- Melhor Filme
- Melhor Documentário
- Melhor Atriz em Cinema
- Melhor Ator em Cinema
- Melhor Atriz Coadjuvante em Cinema
- Melhor Ator Coadjuvante em Cinema
- Melhor Filme Estrangeiro
- Melhor Filme Independente
- Melhor Diretor em Cinema
- Melhor Roteirista em Cinema
- Melhor Performance de Dublagem de Personagem em Cinema
- Melhor Curta-Metragem

### Música
- Melhor Artista Revelação
- Melhor Artista Feminina
- Melhor Artista Masculino
- Melhor Dupla ou Grupo
- Melhor Artista de Jazz
- Melhor Álbum de Jazz
- Melhor Álbum Vocal de Jazz
- Melhor Artista de Gospel
- Melhor Álbum de Gospel (Tradicional ou Contemporâneo)
- Melhor Vídeo Musical
- Melhor Canção
- Melhor Álbum

### Televisão
- Melhor Série de Drama
- Melhor Atriz em Série de Drama
- Melhor Ator em Série de Drama
- Melhor Atriz Coadjuvante em Série de Drama
- Melhor Ator Coadjuvante em Série de Drama
- Melhor Diretor em Série de Drama
- Melhor Roteirista em Série de Drama
- Melhor Programa Infantil
- Melhor Série de Comédia
- Melhor Atriz em Série de Comédia
- Melhor Ator em Série de Comédia
- Melhor Atriz Coadjuvante em Série de Comédia
- Melhor Ator Coadjuvante em Série de Comédia
- Melhor Atriz em Série de Drama Diurna
- Melhor Ator em Série de Drama Diurna
- Melhor Filme televisivo, Minissérie ou Especial de Drama
- Melhor Atriz em Filme televisivo, Minissérie ou Especial de Drama
- Melhor Ator em Filme televisivo, Minissérie ou Especial de Drama
- Melhor Performance Infanto-Juvenil em uma Série, Especial, Filme televisivo ou Série limitada
- Melhor Série ou Especial de Notícias
- Melhor Série de Talk Show
- Melhor Série ou Especial de Variedades

### Categorias especiais
- Prêmio NAACP Image Vanguard
- Hall of Fame Award